# Деспотовски, Бобби
Слободан «Бобби» Деспотовски (англ. Slobodan "Bobby" Despotovski; род. 14 июля 1971, Перт) — австралийский футболист и тренер, выступавший на позиции нападающего. Известен выступлениями за клуб «Перт Глори» и сборную Австралии. Лучший бомбардир в истории «Перт Глори» (116).

## Карьера

### Клубная
Через 9 месяцев после рождения его семья вернулась в Югославию потому что его мать тосковала по родине. Вырос в городе Панчево, расположенном недалеко от Белграда. Футболом начал заниматься в «Црвене Звезде». Когда Деспотовски было 15 лет, у него был выбор между гандболом, который всегда играл большую роль в его жизни, или карьерой в профессиональном футболе, в конце концов он выбрал футбол, первым профессиональным клубом стал «Динамо Панчево».
Во время Югославских войн был солдатом югославской армии из-за-ранения был демобилизован.
В 1992 году вернулся в свой родной город Перт, где продолжил свою профессиональную карьеру в составе клуба «Флореат Афина» выступавшего в Премьер-лиге Западной Австралии. В 1994 году выступал за клуб НСЛ «Гейдельберг Юнайтед», а в 1995 за «Моруэлл Фалконс».
В 1996 году Бобби, по приглашению генерального менеджера Роджера Лефорта, переходит в главный клуб в своей карьере, «Перт Глори». В свой дебютный сезон он забил 14 голов в 23 матчах. 21 мая 2001 года Деспотовски стал причиной скандала, во время матча против «Мельбурн Найтс», клуба поддерживаемого австралийцами хорватского происхождения на стадионе Найтс Стэдиум показал фанатам противника приветствие тремя перстами, знак распространённый среди сербских националистов. После окончания матча Бобби и тренер Бернд Штанге были атакованы фанатами Рыцарей. Для того чтобы избежать повторения насилия следующий домашний матч Рыцарей против Перта был перенесен в Лонсестон. В первом сезоне А-Лиги Бобби стал лучшим бомбардиром и получил Медаль Джонни Уоррена.
Бобби является одним из самых успешных нападающих ныне несуществующей Национальной футбольной лигиа и ему принадлежит рекорд по забитым мячам в составе «Перт Глори».

### Тренерская
В 2007 году возглавлял клуб «Инглвуд Юнайтед». В период 2015—2020 годов — главный тренер женской команды «Перт Глори».

## Достижения

### Клубные
- Победитель Национальной футбольной лиги (2): (2002/03, 2003/04)

### Индивидуальные
- Медаль Джонни Уоррена: (2005/06)
- Обладатель Золотой Бутсы А-Лиги: (2005/06)
- Лучший футболист сезона по признанию болельщиков «Перт Глори» (4): (2000/01, 2001/02, 2003/04, 2005/06)
- Лучший футболист сезона по признанию футболистов «Перт Глори»: (2005/06)
- Тренер года W-Лиги: (2015/16)